# شارون نیدلز
شارون نیدلز (به انگلیسی: Sharon Needles) (زاده ۲۸ نوامبر ۱۹۸۱) زن‌پوش، موسیقی‌دان، بازیگر آمریکایی است.